# Estadio Major José Levy Sobrinho
El Estadio Major José Levy Sobrinho o simplemente Limeirão es un estadio multiusos ubicado en la ciudad de Limeira, en el estado de São Paulo, Brasil. El estadio fue inaugurado en 1977 y recibe los juegos del Internacional de Limeira que disputa el Campeonato Paulista y el Campeonato Brasileño de Serie C. El estadio posee una capacidad para 18.000 personas.
El estadio es propiedad del Ayuntamiento de Limeira y rinde homenaje al Major José Levy Sobrinho, quien en 1974 donó el terreno donde se construyó el estadio.
El partido inaugural se jugó el 30 de enero de 1977, entre Internacional y Corinthians, con triunfo de la visita por 3 a 2. En dicho partido se registró la mayor asistencia al estadio con 44 asistentes.
Cuando se inauguró, el Limeirão era el segundo estadio más grande del estado de São Paulo, solo superado por el Estadio de Morumbi. Actualmente se encuentra entre los diez primeros del estado.

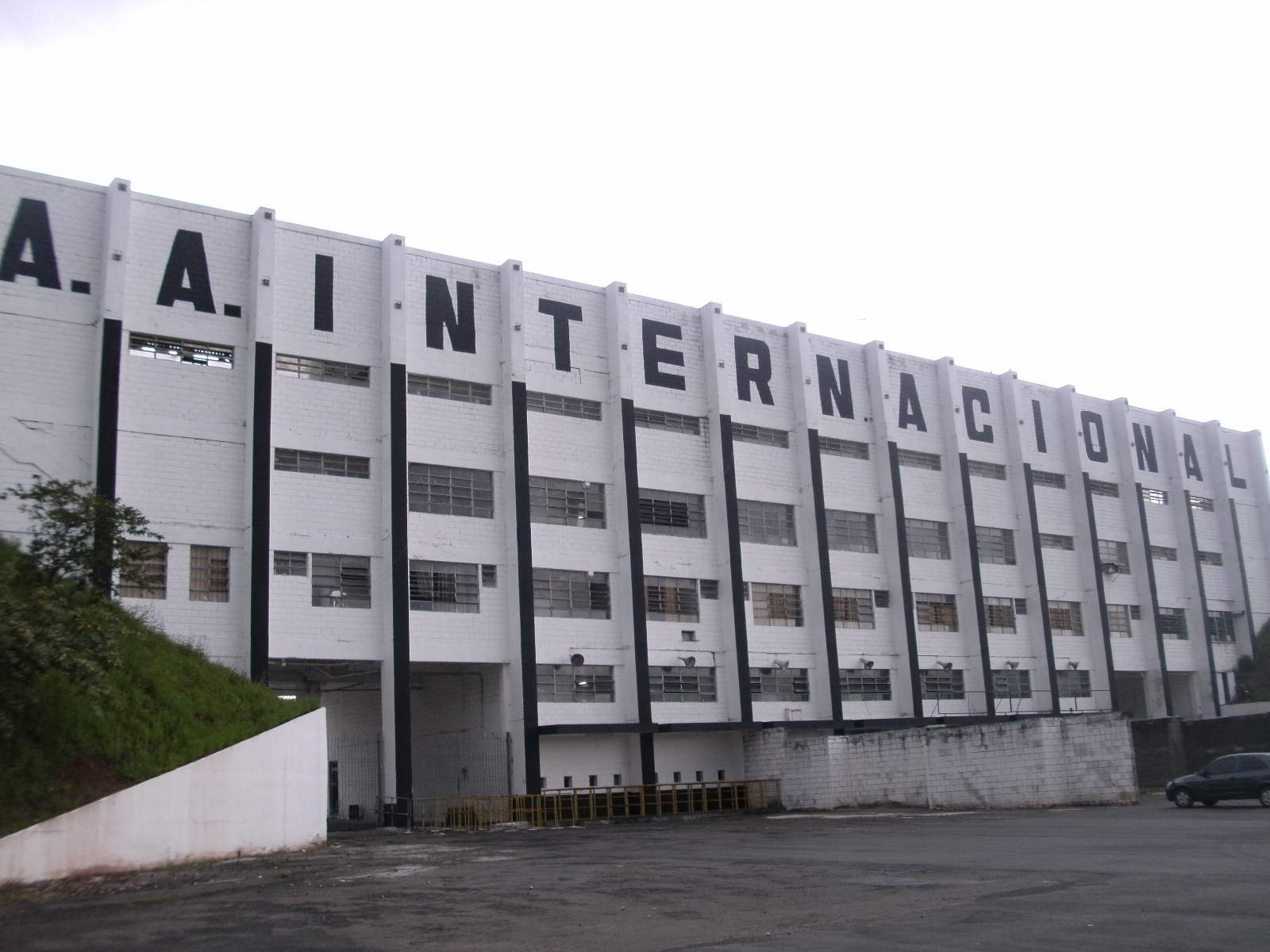